# Jhon Vásquez
Jhon Freduar Vásquez Anaya, noto semplicemente come Jhon Vásquez (Cartagena de Indias, 12 febbraio 1995), è un calciatore colombiano, centrocampista dell'Atlético Bucaramanga.

## Carriera
Cresciuto nel settore giovanile dell'Atlético Junior, debutta in prima squadra con il Barranquilla Fútbol Club, dove viene ceduto in prestito, il 7 marzo 2013 in occasione dell'incontro di Copa Colombia vinto 6-0 contro il Valledupar.
Nel 2015, ritorna all'Atlético Junior, ma con solo 8 presenze e 1 gol, e nel 2016 gioca in prestito all'Alianza Petrolera, con 19 presenze e 3 gol.
Nel 2017, Vásquez si trasferisce al Real Cartagena, dove disputa una buona stagione con 33 presenze e 7 gol. L’anno successivo, nel 2018, gioca con il Cúcuta Deportivo, collezionando 28 presenze e 6 gol. Nel 2019, torna all'Alianza Petrolera, giocando 40 partite e segnando 13 gol.
Nel 2020, Vásquez firma con il Deportivo Cali, dove gioca per due stagioni, accumulando 74 presenze e 10 gol. Nel 2022, viene ceduto in prestito al Ceará, dove gioca 13 partite senza segnare gol. Tornato al Deportivo Cali nel 2023, gioca 37 partite e segna 2 gol. Nel 2024, gioca brevemente con l'Independiente Medellín, collezionando 24 presenze e 2 gol, per poi essere ceduto in prestito al Goiás, con 15 presenze e 1 gol. Nel 2025, Vásquez si trasferisce all'Atlético Bucaramanga, dove gioca attualmente.

## Statistiche

### Presenze e reti nei club
Statistiche aggiornate al 26 dicembre 2021.
| Stagione        | Squadra           | Campionato      | Campionato | Campionato | Coppe nazionali | Coppe nazionali | Coppe nazionali | Coppe continentali | Coppe continentali | Coppe continentali | Altre coppe | Altre coppe | Altre coppe | Totale | Totale |
| Stagione        | Squadra           | Comp            | Pres       | Reti       | Comp            | Pres            | Reti            | Comp               | Pres               | Reti               | Comp        | Pres        | Reti        | Pres   | Reti   |
| --------------- | ----------------- | --------------- | ---------- | ---------- | --------------- | --------------- | --------------- | ------------------ | ------------------ | ------------------ | ----------- | ----------- | ----------- | ------ | ------ |
| 2012            | Barranquilla      | B               | 1          | 1          | CC              | 1               | 0               |                    | -                  | -                  |             | -           | -           | 2      | 1      |
| 2013            | Atlético Junior   | A               | 0          | 0          | CC              | 7               | 1               |                    | -                  | -                  |             | -           | -           | 7      | 1      |
| 2013            | Barranquilla      | B               | 7          | 0          | CC              | 0               | 0               |                    | -                  | -                  |             | -           | -           | 7      | 0      |
| 2014            | Barranquilla      | B               | 29         | 3          | CC              | 7               | 0               |                    | -                  | -                  |             | -           | -           | 36     | 3      |
| 2015            | Barranquilla      | B               | 13         | 1          | CC              | 3               | 1               |                    | -                  | -                  |             | -           | -           | 16     | 2      |
| 2015            | Atlético Junior   | A               | 5          | 1          | CC              | 1               | 0               | CS                 | 2                  | 0                  |             | -           | -           | 8      | 1      |
| 2016            | Atlético Junior   | A               | 3          | 0          | CC              | 0               | 0               |                    | -                  | -                  |             | -           | -           | 3      | 0      |
| 2016            | Alianza Petrolera | A               | 19         | 3          | CC              | 0               | 0               |                    | -                  | -                  |             | -           | -           | 19     | 3      |
| 2017            | Real Cartagena    | B               | 33         | 7          | CC              | 2               | 1               |                    | -                  | -                  |             | -           | -           | 35     | 8      |
| 2018            | Cúcuta Deportivo  | B               | 28         | 6          | CC              | 2               | 0               |                    | -                  | -                  |             | -           | -           | 30     | 6      |
| 2019            | Alianza Petrolera | A               | 40         | 13         | CC              | 4               | 1               |                    | -                  | -                  |             | -           | -           | 44     | 14     |
| 2020            | Deportivo Cali    | A               | 20         | 5          | CC              | 0               | 0               | CS                 | 3                  | 1                  |             | -           | -           | 23     | 6      |
| 2021            | Deportivo Cali    | A               | 41         | 4          | CC              | 6               | 0               | CS                 | 2                  | 0                  |             | -           | -           | 49     | 4      |
| Totale carriera | Totale carriera   | Totale carriera | 239        | 44         |                 | 33              | 4               |                    | 7                  | 1                  |             | -           | -           | 279    | 49     |

## Palmarès

### Club

#### Competizioni nazionali
- Copa Colombia: 1

Atlético Junior: 2015
- Campionato colombiano di seconda divisione: 1

Cúcuta Deportivo: 2018
- Campionato colombiano: 1

Deportivo Cali: 2021-II